# Hurdia
Hurdia bezeichnet eine ausgestorbene Gattung der Anomalocarididae aus dem mittleren Kambrium vor 505 Millionen Jahren. Die Typusart Hurdia victoria ist die bislang einzige gültige Art der Gattung und wurde 1912 von Charles D. Walcott anhand eines einzelnen Carapax aus dem Burgess-Schiefer erstbeschrieben. Walcott nahm seinerzeit jedoch an, dass es sich bei dem beschriebenen Fossil um Körperteile eines unbekannten Arthropoden handelte. Die Namensgebung Hurdia bezieht sich dabei auf den Mount Hurd, der sich in der Nähe der Fundstätte befindet.
Erst Daley et alii konnten Hurdia anhand von neuem Material 2009 den Anomalocarididen zuordnen.

## Entdeckungsgeschichte und Klassifikation
Wie andere Anomalocarididen besitzt Hurdia eine komplexe Entdeckungsgeschichte. Die Mundwerkzeuge und  Gliedmaßen sowie Körper- und Kopfcarapax wurden alle als jeweils eigene Art mit unterschiedlicher systematischer Zuordnung beschrieben. So wurden die vorderen Anhängsel von Walcott selbst als Greifwerkzeuge von Sidneyia, einem kambrischen Arthropoden, interpretiert. Ähnlich wie im Fall anderer Anomalocarididen wurde die Mundöffnung von Hurdia zunächst als Quallenart Peytoia nathorsti klassifiziert – ebenfalls von Walcott. Andere Funde galten als fossile Überreste von Vertretern der Holothuroidea.

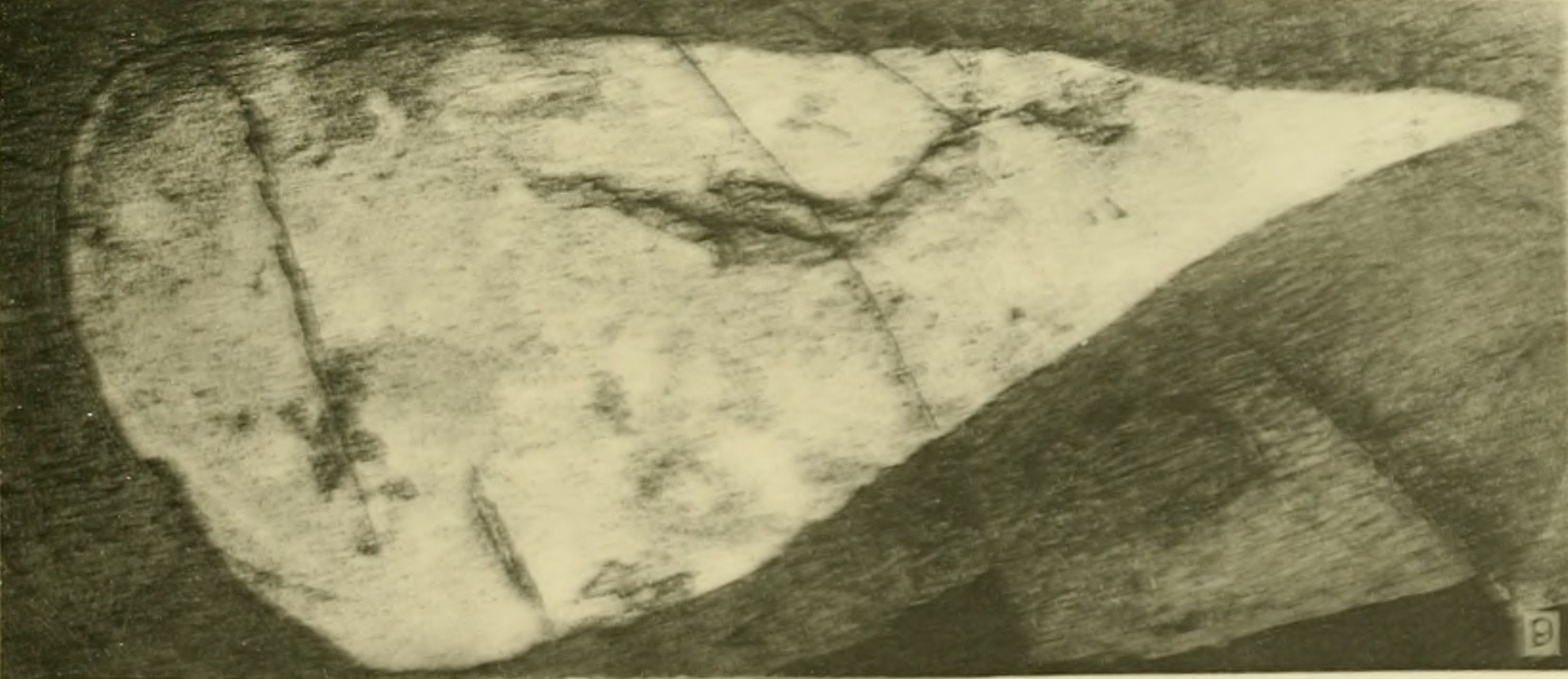
Holotypus von Hurdia victoria

Als Briggs und Whittington in den 1980er-Jahren herausfanden, dass unzählige dieser Taxa auf Teilen von ein und demselben Tier beruhten, schufen sie zwei Gattungen der Anomalocarididen, Anomalocaris und Laggania. Hurdiafossilien wurden entweder der einen oder der anderen Gattung zugeschlagen, welche Stielaugen, eine mit zwei beweglichen Greifern bestückte, scheibenförmige Mundöffnung und einen lamellenartig segmentierten Körper mit einer Reihe von lappenähnlichen Fortsätzen zur Fortbewegung besaßen.
In den neunziger Jahren konnte Desmond Collins vom Royal Ontario Museum in Toronto die Fossilien verbinden und entdeckte auf diese Weise einen dritten Anomalocarididen. Collins’ Entdeckung führte zu einer erneuten Überprüfung des bekannten Materials. So konnte festgestellt werden, dass der zuvor einem Krustentier zugeschriebene Carapax Hurdia ebenso wie ein weiterer Carapax, welcher in den sechziger Jahren dem phyllopoden Arthropoden Proboscicaris zugeschrieben wurde, in Wahrheit zu einer neuen Gattung der Anomalocarididen gehörte. Anhand neuen Materials und der erneuten Durchsicht älterer Sammlungen erfolgte die Identifikation der Überreste von Hurdia, die über mindestens acht kambrische Taxa verteilt waren. Diese Entdeckung erhellte die Systematik und die komplexe Morphologie der kambrischen Anomalocarididen, indem gezeigt werden konnte, dass vorangegangene Rekonstruktionen von Anomalocaris und Laggania teilweise auf Hurdia-Fossilien beruhten und daher fehlerhaft waren.

## Beschreibung
Einige Exemplare von Hurdia konnten bis zu 20 cm lang werden. Dabei nahm der Carapax circa die Hälfte der Körperlänge ein. Zwei kurze, anellierte und mit ovalen Augen besetzte Stiele ragten aus den hinteren Einkerbungen des vorderen Carapax heraus. Die Mundwerkzeuge von Hurdia bestanden aus 32 zu einem Ring angeordneten Platten, die mit zwei bis drei kleinen Zähnen besetzt waren. Vier größere Platten waren dabei senkrecht zueinander angeordnet und durch jeweils sieben kleinere Platten getrennt. Die äußeren Ränder dieser Platten waren nach unten gebogen und verliehen der Mundöffnung eine gewölbte Form. Innerhalb der rechteckigen, zentralen Öffnung des Mundes befanden sich fünf dachziegelartig übereinander liegende Zahnreihen, die mit jeweils elf Dornen besetzt waren.
Die vorderen dornigen Klauen bestanden entweder aus elf robusten Segmenten mit einem rückseitigen (dorsalen), drei seitlichen (lateralen) und fünf länglichen bauchseitigen (ventralen) Dornen oder sie besaßen neun dünnere Segmente, die mit einem rückenseitigen und sieben bauchseitigen Dornen besetzt waren. Beide Typen von Anhängseln können zweifelsfrei mit Fossilien von Hurdia assoziiert werden, so dass davon auszugehen ist, dass entweder zwei Arten von Hurdia existierten oder dass eine Art mit zwei Morphen überliefert ist.
Der Rumpf von Hurdia bestand aus sieben bis neun wenig voneinander abgegrenzten Segmenten von ungefähr gleicher Größe. Jedes der Segmente war seitlich mit einem Paar Loben besetzt, die von einer glatten Kutikula bedeckt war. Darüber lagen lanzenförmige Strukturen, die reihenweise angeordnet waren und aufgrund ihrer Morphologie und Anordnung als Kiemen interpretiert werden. Diese lanzenförmigen Strukturen waren an den vorderen Enden der Loben befestigt und hingen frei nach hinten. Vier Paare kleinerer lanzenförmiger Strukturen waren um die Mundpartie und vorderen Klauen angeordnet.

## Paläoökologie
Hurdia ist der häufigste Anomalocaridid zumindest im Walcott Quarry und tritt an weiteren fünf Orten der kanadischen Rocky Mountains auf. Weitere Funde stammen unter anderem aus der Wheeler-Formation in Utah, daneben sind Fossilien auch aus Böhmen, der Volksrepublik China und möglicherweise Nevada bekannt. Dies legt die Vermutung nahe, dass Hurdia weltweit verbreitet war und als Generalist in der Lage war, sich erfolgreich an verschiedene Umweltbedingungen anzupassen.
Der Carapax am Kopf ist hinsichtlich seiner Zusammensetzung und seiner Position am vorderen Kopfende des Tieres einzigartig. Eine solch komplexe anteriore Struktur findet sich bei keinem anderen lebenden oder fossilen Arthropoden. Die Position des Carapax in der fossilen Überlieferung ist wahrscheinlich original und nicht das Resultat einer Verschiebung oder Verformung, welche erst nach dem Tod des Exemplars eintrat.
Wie andere Anomalocarididen war Hurdia höchstwahrscheinlich ein nektischer Räuber oder Aasfresser, der mit Hilfe der seitlichen Loben auf der Suche nach Beute durchs Wasser schwamm. Die großen Augen, die zahnbewehrte Mundöffnung und die Greifer lassen den Schluss zu, dass Hurdia aktiv nach Beutetieren suchte. Die im Vergleich zu Anomalocaris weniger robuste Struktur der Greifwerkzeuge weist darauf hin, dass Hurdia möglicherweise andere Beutetiere jagte als der größere Anomalocaris.